# Classe Colorado
A Classe Colorado foi uma classe de couraçados operada pela Marinha dos Estados Unidos, composta pelo USS Colorado, USS Maryland, USS Washington e USS West Virginia. Suas construções começaram durante a Primeira Guerra Mundial nos estaleiros da New York Shipbuilding e Newport News Shipbuilding; os batimentos de quilha ocorreram entre 1917 e 1920, foram lançados ao mar em 1920 e 1921 e comissionados em 1921 e 1923. O projeto da Classe Colorado era essencialmente uma repetição da predecessora Classe Tennessee, com a única grande mudança sendo na bateria principal, que aumentou de canhões de 356 milímetros para armas de 406 milímetros.
Os couraçados da Classe Colorado eram armados com uma bateria principal de oito canhões de 406 milímetros montados em quatro torres de artilharia duplas. Tinham um comprimento de fora a fora de 190 metros, boca de quase trinta metros, calado de pouco mais de nove metros e um deslocamento de mais de 34 mil toneladas. Seus sistemas de propulsão eram compostos por oito caldeiras a óleo combustível que alimentavam dois turbo geradores, que por sua vez proporcionavam energia para quatro motores elétricos até uma velocidade máxima de 21 nós (39 quilômetros por hora). Os navios também eram protegidos por um cinturão principal de blindagem com 203 a 343 milímetros de espessura.
O Washington foi cancelado incompleto após a assinatura do Tratado Naval de Washington, sendo deliberadamente afundado em 1924. Os três navios finalizados passaram o período entreguerras realizando exercícios e treinamentos de rotina. O Maryland e o West Virginia estavam presentes no Ataque a Pearl Harbor, com o primeiro sofrendo danos leves, mas o segundo sendo seriamente danificado e afundado. As três embarcações foram modernizadas e colocadas em funções de bombardeio litorâneo nas campanhas das Ilhas Gilbert e Marshall, Ilhas Mariana e Palau, Filipinas e Ilhas Vulcano e Ryukyu. Foram descomissionados em 1947 após o fim da guerra e desmontados em 1959.

## Desenvolvimento
A construção de couraçados armados com canhões de 406 milímetros foi pensada pelo Conselho Geral da Marinha dos Estados Unidos e pelo Escritório de Construção e Reparo desde pelo menos 1913, pois o aumento do tamanho prometia o dobro da energia cinética sobre os canhões de 305 milímetros em serviço na época e cinquenta por cento a mais do que as armas de 356 milímetros que estavam sendo introduzidas. O canhão de 356 milímetros dominou o projeto de couraçados entre 1913 e 1916, assim como a arma de 305 milímetros tinha feito anteriormente de 1908 a 1910. Entretanto, apesar do Conselho Geral ter aprovado o canhão de 406 milímetros desde pelo menos 1911, George von Lengerke Meyer, o Secretário da Marinha, achou que a arma maior deixaria obsoletos os navios capitais ainda na mesa de projeto. Por este motivo, ele restringiu o Escritório de Armamentos a não proceder além de plantas para um canhão desse tamanho como uma forma de precaução contra desenvolvimentos estrangeiros. Meyer finalmente aprovou a construção de uma arma do tipo em outubro de 1912 e ela foi testada com sucesso em agosto de 1914. Isto, mais notícias não-oficiais em várias publicações sobre novos canhões de 381 e 406 milímetros sendo adotados por Reino Unido, Itália, Alemanha e Japão, fizeram o Conselho Geral considerar cancelar a construção da Classe Pennsylvania em favor de um projeto com armas maiores. Isto significaria um aumento de oito mil toneladas por navio, o dobro do salto da Classe Nevada para a Classe Pennsylvania. Os debates continuaram pelos três anos seguintes. Josephus Daniels, o sucessor de Meyer, barrou qualquer aumento em potencial de custos e ordenou que os elementos de projeto de classes anteriores prosseguissem, porém aceitou um meio-termo em 1917 ao permitir que o armamento fosse aprimorado, mas isto seria a única mudança substancial permitida.

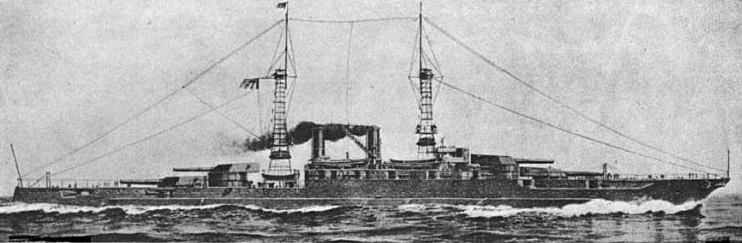
Ilustração de 1917 da Classe Colorado

Consequentemente, o projeto da Classe Colorado foi adaptado da predecessora Classe Tennessee; não houve nenhuma diferença significativa entre os dois projetos além do aprimoramento do armamento de doze canhões calibre 50 de 356 milímetros em quatro torres de artilharia triplas para oito canhões calibre 45 de 406 milímetros em quatro torres duplas. A Classe Tennessee, por sua vez, fora o resultado de modificações sobre a predecessora Classe New Mexico, que tinham sido os couraçados norte-americanos mais modernos a atuarem na Primeira Guerra Mundial e tinham chamado a atenção de construtores britânicos. Essa similaridade seria levada adiante para a Classe South Dakota e para a Classe Lexington à medida que os Estados Unidos padronizava ainda mais seus projetos navais. Isto em parte ocorreu devido a experiências adquiridas durante a guerra, quando mais de 250 contratorpedeiros e mais de 450 embarcações antissubmarino precisaram ser construídas rapidamente. A Marinha dos Estados Unidos fez isto em um processo muito semelhante a uma linha de montagem, mantendo um projeto básico por classe com o máximo de padronização. O Ato Naval de 1916 previa a iminente construção de dezesseis couraçados e seis cruzadores de batalha, assim era necessário simplificar a produção a fim de economizar tempo e trabalho.
Mesmo assim, apesar dos couraçados norte-americanos terem sido padronizados o máximo possível, melhoramentos no projeto foram implementados sempre que praticável. A maioria das mudanças na Classe Colorado foram incorporadas ao projeto antes do batimento de quilha. Entretanto, planos para a proteção subaquática, a principal defesa contra torpedos e projéteis que caíssem um pouco antes dos navios mas que conseguissem viajar o suficiente debaixo d'água, não puderam ser finalizados em tempo. O problema era que os testes em ensecadeiras ainda não tinham acabado, em que experimentos provariam que uma série de compartimentos divididos entre aqueles preenchidos por líquido e aqueles vazios seriam uma defesa eficaz contra torpedos. Propostas enviadas para estaleiros salientavam que, caso fossem escolhidos para construírem as embarcações, alterações ao projeto deveriam ser permitidas até três meses depois do início das obras. Isto foi feito a fim de iniciar as construções o mais rápido possível.

## Projeto

### Características

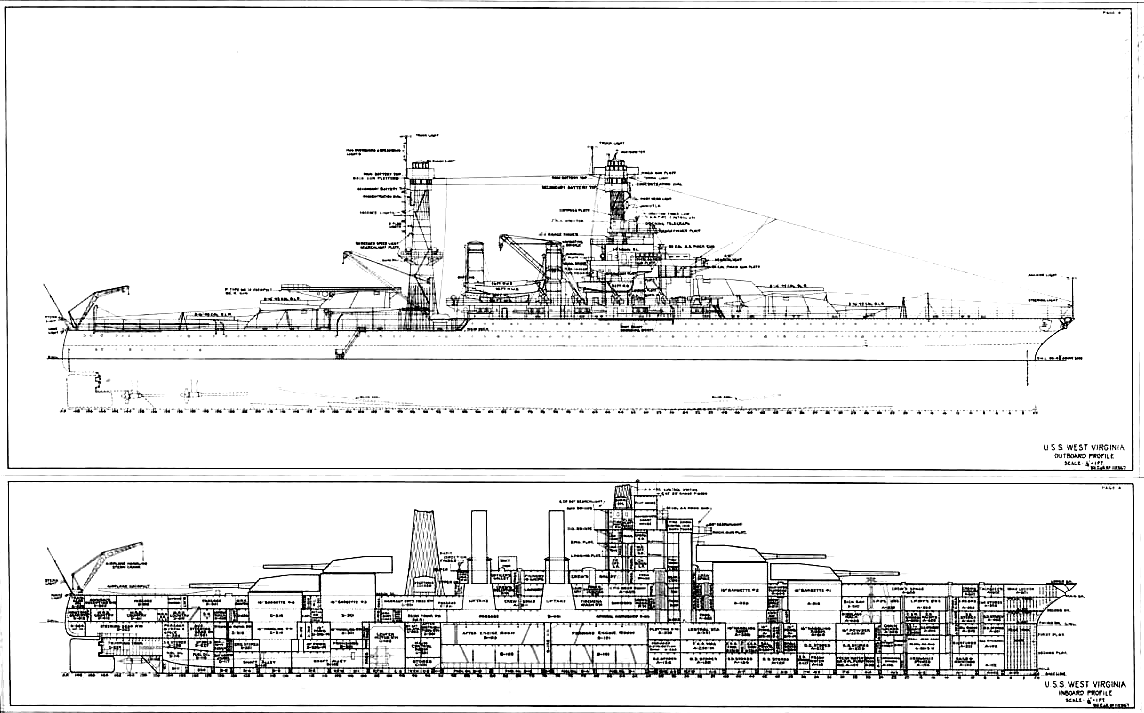
Desenho do West Virginia em 1930

A Classe Colorado era muito similar à Classe Tennessee em aparência e dimensões. Os navios tinham 190,27 metros de comprimento de fora a fora, boca de 29,72 metros e calado de 9,3 metros. Tinham um deslocamento normal de 33,1 mil toneladas, enquanto o deslocamento carregado era de 34 130 toneladas. Assim como as predecessoras Classe New Mexico e Classe Tennessee, a Classe Colorado foi projetada com uma proa clipper com o objetivo de impedir que os couraçados ficassem muito molhados tem mares bravios, também mantendo seus armamentos secundários na superestrutura em vez de no casco superior, como era o caso na Classe Pennsylvania e anteriores, onde as armas costumavam ficar excessivamente molhadas e assim frequentemente inoperantes.

### Propulsão
Transmissão turbo-elétrica tinha sido utilizada em classes anteriores e foi mantida aqui. As vantagens incluíam a capacidade das turbinas de rodarem em velocidade ideal independentemente das hélices, o que levava a uma maior autonomia e economia de combustível, além de uma maior subdivisão de maquinário, o que melhorava a capacidade dos couraçados de resistirem a torpedos. Cada uma das quatro hélices era girada por um motor elétrico de 5 424 quilowatts, por sua vez impulsionados por dois turbo-geradores de duas fases, estes produzidos pela General Electric para o Maryland e Washington e pela Westinghouse para o Colorado e o West Virgnia. O vapor para os geradores provinha de oito caldeiras de tubos d'água Babcock & Wilcox, cada uma em um compartimento individual. No total, o sistema inteiro produzia 28,9 mil cavalos-vapor (21,3 mil quilowatts) de potência, suficiente para uma velocidade máxima de 21 nós (39 quilômetros por hora). Os navios podiam carregar até 4 570 toneladas de óleo combustível, o que permitia um autonomia de oito mil milhas náuticas (quinze mil quilômetros) a dez nós (dezenove quilômetros por hora).

### Armamento

#### Principal

Arranjo e disposição do armamento principal da Classe Colorado

Os couraçados da Classe Colorado eram armados com uma bateria principal de oito canhões Marco 1 calibre 45 de 406 milímetros montados em quatro torres de artilharia duplas. Estas eram arranjadas duas à frente da superestrutura e duas à ré, em ambos os casos com uma torre sobreposta à outra. As armas disparavam projéteis perfurantes de 960 quilogramas a uma velocidade de saída de 790 metros por segundo e a uma cadência de tiro de 1,5 disparo por minuto. A uma elevação máxima de trinta graus, os projéteis tinham um alcance máximo de 31,4 quilômetros. O desenvolvimento deste canhão começou em agosto de 1913 usando um canhão Marco 2 de 330 milímetros alargado e realinhado. A promessa era de uma arma que tivesse o dobro da energia de saída dos canhões Marco 7 calibre 50 de 305 milímetros e cinquenta por cento mais que os canhões calibre 45 de 356 milímetros da Classe New York. O primeiro teste de disparo ocorreu em julho de 1914 e pequenas mudanças foram realizadas, com o modelo Marco 1 sendo aprovado em maio de 1916 e sua produção aprovada em janeiro do ano seguinte. Estes canhões foram reconstruídos de acordo com os padrões da Marinha dos Estados Unidos quando a Classe Colorado foi modernizada na década de 1930, sendo redesignados como Marco 5 e Marco 8.

#### Secundário
A bateria secundária originalmente era composta por catorze canhões Marco 15 calibre 51 de 127 milímetros que tinham a intenção de defender os navios de contratorpedeiros. Este número foi reduzido para doze em 1922. Os canhões disparavam projéteis de 23 quilogramas a uma velocidade de saída de 960 metros por segundo e uma cadência de tiro de sete disparos por minuto. A uma elevação de vinte graus o alcance máximo era de 14,5 quilômetros. A arma era extremamente precisa e tinha um espaço de perigo mais longo do que o alcance para alvos a distâncias menores que 2,7 quilômetros. Assim como nas predecessores Classe New Mexico e Classe Tennessee, os canhões ficavam montados em casamatas no convés principal, mas um convés acima do que nas classes anteriores a fim de permitir que continuasse operantes em mares bravios se necessário.
Os Marco 15 foram substituídos no West Virginia em 1942 por dezesseis canhões de duplo-propósito Marco 12 calibre 38 de 127 milímetros em oito torres de artilharia duplas. As armas Marco 15 foram mantidas no Colorado e Maryland, com oito canhões Marco 12 sendo instalados em montagens únicas com escudos; as torres de artilharia duplas não instaladas porque seu estoque estava escasso na época. Estas novas armas disparavam projéteis de 25 quilogramas, tendo um alcance máximo de 15,9 quilômetros e uma altura máxima de disparo de 11,3 quilômetros a uma elevação de 45 graus. Tinham uma elevada cadência de tiro por serem recarregados a mão e por poderem ser facilmente recarregados em qualquer elevação. Projéteis antiaéreos com estopins de proximidade começaram a ser usados em 1943, deixando os canhões ainda mais capazes.

#### Antiaéreo

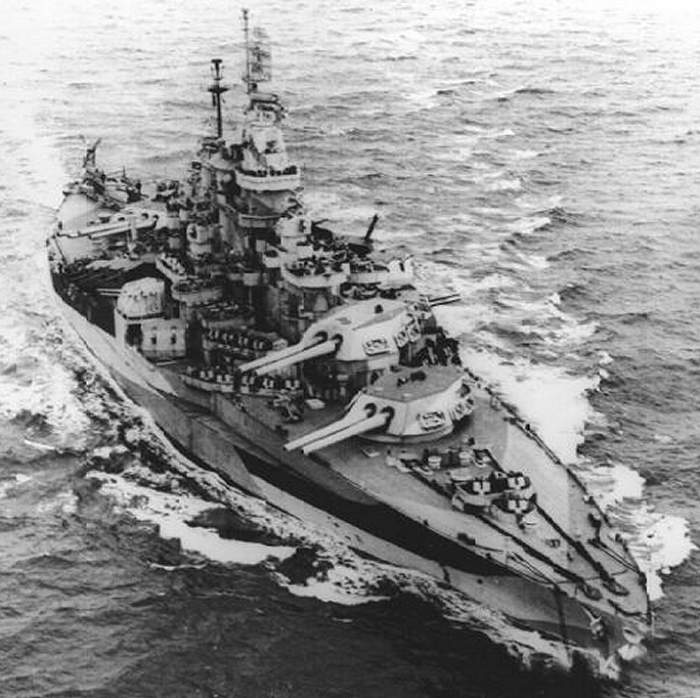
O West Virignia em junho de 1944, com várias de suas armas antiaéreas visíveis nas suas laterais e superestrutura

A defesa antiaérea inicialmente tinha apenas quatro canhões calibre 23 de 76 milímetros, com mais quatro armas sendo adicionadas em 1922. Tinham uma velocidade de saída de quinhentos metros por segundo, cadência de tiro de oito a nove disparos por minuto, alcance máximo de oito quilômetros e uma altura máxima de disparo de 5,5 quilômetros a uma elevação de 45,3 graus. Estes canhões foram substituídos entre 1928 e 1929 pelo mesmo número de canhões calibre 25 de 127 milímetros, a primeira arma naval norte-americana projetada especificamente para funções antiaéreas. Disparavam projéteis de 24 quilogramas a uma velocidade de saída de 657 metros por segundo e com cadência de tiro de quinze a vinte disparos por minuto. Seu alcance máximo era de 13,3 quilômetros a uma elevação de 45 graus e o teto máximo de disparo era de 8,4 quilômetros na elevação máxima de 85 graus. Estes canhões foram complementados entre 1937 e 1938 por uma montagem quádrupla de canhões calibre 75 de 28 milímetros.
As defesas antiaéreas dos navios da Classe Colorado foram reformuladas completamente em 1942. Dezesseis canhões Bofors de 40 milímetros em montagens quádruplas e até 32 canhões Oerlikon de 20 milímetros foram instalados. Os Bofors disparavam projéteis de novecentas gramas a uma cadência de tiro de 120 disparos por minuto a um alcance máximo de 10,2 quilômetros a uma elevação de 45 graus e teto máximo de 6,8 quilômetros em elevação máxima. Já os Oerlikon, por sua vez, disparavam projéteis de 123 gramas a uma velocidade de saída de 831 metros por segundo com uma cadência de tiro efetiva de 250 a 320 projéteis por minuto, tendo alcance máximo de 4,4 quilômetros a uma elevação de 45 graus e um teto de três quilômetros em elevação máxima.
Uma segunda reformulação foi realizada entre 1944 e 1945, pois foi concluído que os projéteis de 20 milímetros eram muito leves para pararem kamikazes japoneses. Além disso, as elevadas velocidades de aproximação destas aeronaves fez com que essas armas controladas manualmente ficassem obsoletas. Mais armas de 40 milímetros foram instaladas em seus lugares. O Maryland chegou a ser equipado com quarenta canhões de 40 milímetros e dezoito de 20 milímetros. O número de armas de 40 milímetros do Colorado também cresceu para quarenta, mas ele manteve seus canhões de 20 milímetros. O West Virginia tinha 48 de 40 milímetros e cinquenta de 20 milímetros.

### Blindagem
O esquema de blindagem "tudo ou nada" usado pela primeira vez na Classe Nevada foi mantido, com a blindagem geral sendo praticamente idêntica a aquela da Classe Tennessee. A exceção foi um aumento da espessura do cinturão para 406 milímetros perto dos maquinários vitais a fim de corresponder ao aumento da bateria principal. De resto, a espessura mínima ao longo do cinturão permaneceu em 356 milímetros. O convés blindado superior inicialmente era de 91 milímetros, mas foi depois aumentado para 104 milímetros. O convés blindado inferior tinha uma espessura entre 38 e 57 milímetros e presume-se que foi fortalecido posteriormente nas carreiras dos navios.
Um novo esquema de proteção subaquático foi implementado, composto por cinco compartimentos separados por anteparas blindadas de dezenove milímetros em cada extremidade dos navios: o primeiro ficava vazio, os três seguintes preenchidos por líquido e o mais interno também vazio. Além disso, as caldeiras foram movidas para espaços separados à bombordo e estibordo dos motores. Este arranjo formava mais uma linha de defesa, o que permitiria que os motores continuassem funcionando mesmo se todas as caldeiras de uma lateral fossem incapacitadas. Consequentemente, diferentemente da Classe Tennessee que tinha uma única grande chaminé, os couraçados da Classe Colorado tinham duas chaminés pequenas. As torres de artilharia eram protegidas por frentes de 457 milímetros, laterais e traseiras de 203 milímetros e tetos de 127 milímetros.
Outros melhoramentos em relação à Classe Tennessee incluíam um distanciamento maior entre a sala dos torpedos e os depósitos de munição dos canhões de 406 milímetros, pois os projetistas consideraram a sala como um local especialmente vulnerável. O cinturão principal de blindagem da Classe Colorado era interno do casco e não externo com o objetivo de "não quebrar a continuidade da estrutura lateral", o que minimizava o arrasto da água e a consequente perda de potência.

## Modificações

### Propostas
Planos para a modernização da Classe Colorado foram elaborados em outubro de 1931, em parte para que buracos no Tratado Naval de Washington fossem explorados. Este permitia reconstruções apenas com o objetivo de melhorar a proteção subaquática e contra ataques aéreos, porém não havia limitações para aprimoramentos no controle de disparo e aumento da elevação máxima dos canhões principais. Além disso, alterações realizadas dentro do casco poderiam ser justificadas como aumento de proteção, mesmo se o resultado dessas mudanças fosse um aumento de velocidade ou autonomia, pois o termo "protuberância" tinha sido especificado para limitar apenas alterações externas ao casco, como espessura do cinturão principal de blindagem. Modificações na bateria secundária também não eram delineadas pelo Tratado Naval de Washington.
Incluído nos planos iniciais estava proteção contra projéteis químicos contendo gases venenosos, porém o Conselho Geral afirmou no final da década de 1920 que seria impossível a descontaminação de um navio atingido por esses projéteis, significando que a embarcação precisaria ser afundada. Além disso, a blindagem do convés seria fortalecida com 36 quilogramas de aço de tratamento especial, o que adicionaria 1 340 toneladas ao deslocamento dos couraçados. A blindagem do alto das torres de artilharia também ficaria mais espessa, os diretórios de controle de disparo seriam aprimorados com as tecnologias mais novas e novos projéteis para a bateria principal seriam projetados. Quatro montagens quádruplas de canhões de 28 milímetros seriam adicionadas e todos os maquinários seriam substituídos por equipamentos novos com o objetivo que as embarcações não perdessem velocidade com o aumento de peso. Protuberâncias antitorpedo seriam instaladas para melhorar a flutuabilidade, mas não deveriam aumentar a boca para mais de 32 metros a fim de poderem continuar usando o Canal do Panamá. O custo desses melhoramentos foi estimado em aproximadamente quinze milhões de dólares por navio (71,7 milhões no total). Entretanto, os Estados Unidos estavam na época no meio da Grande Depressão e não havia muito dinheiro disponível para a marinha. Economias de 26,6 milhões poderiam ser realizadas ao reformar os maquinários em vez de substituí-los, o que reduziria a velocidade das embarcações. A proteção contra projéteis químicos poderia ser abandonada, assim como o projeto de novos projéteis. A marinha pediu ao Secretário da Marinha que pedisse dinheiro ao Congresso para as modernizações no ano fiscal de 1933, porém nessa época a depressão tinha piorado. Propostas de modificações ainda continuaram sendo feitas, mas nunca realizados.
O Escritório de Construção e Reparo propôs no início de 1934 que os três couraçados da Classe Colorado e os dois da Classe Tennessee fossem equipados com protuberâncias antitorpedo para que assim pudessem se beneficiar de um aumento de flutuabilidade. Isto porque, dentre outros fatores, os navios ficavam com sobrepeso excessivo e com um calado muito profundo durante os procedimentos normais para deixarem porto carregados com o máximo de combustível possível. O escritório queria uma protuberância para a Classe Colorado tivesse um deslocamento de aproximadamente duas mil toneladas e aumentasse o calado dos navios em 51 centímetros. Suas instalações demorariam um ano: o primeiro mês de trabalho os navios ficariam em uma doca seca a fim que a exata da forma de seus cascos fossem determinadas, eles voltariam para o mar e operariam normalmente pelos seis meses seguintes enquanto as protuberâncias eram construídos, por fim passariam mais cinco meses de volta na doca seca para a instalação.
Os vários escritórios da marinha realizaram uma reunião em 1937 para discutirem uma possível modernização parcial da Classe Colorado e da Classe Tennessee. O resultado foi muito diferente do que havia sido proposto em 1933, não existindo provisões para blindagem adicional nos conveses, mas sim várias adições e substituições. As embarcações receberiam novas caldeiras a fim de liberar peso para a instalação de novos sistemas de controle de disparo. Os controles de disparo das baterias principal e secundária seriam substituídos, incluindo novos telêmetros e instrumentos de plotagem, enquanto novos diretórios antiaéreos Marco 33 foram planejados também. O mastro principal e as metralhadoras Browning M2 seriam removidos e estudos sobre a possibilidade de protuberâncias antitorpedos foram realizados, adições ais quais o Escritório de Construção e Reparo considerava de suma importância, algo que aumentaria a boca para 33 metros e o deslocamento para 40,2 mil toneladas. Vários planos para isto foram feitos até outubro de 1938 e nenhum deles era para reconstruções completas, com os custos variando de oito milhões a 38,3 milhões por navio. Entretanto, como o dinheiro para melhoramentos diminuíra a quantidade disponível para a construção de novos couraçados, com estes sendo melhores do que qualquer antigo couraçado reconstruído, os planos acabaram rejeitados em novembro. O Congresso acabou aprovando 6,6 milhões em 1939 para alguns melhoramentos, incluindo as protuberâncias.

### Segunda Guerra

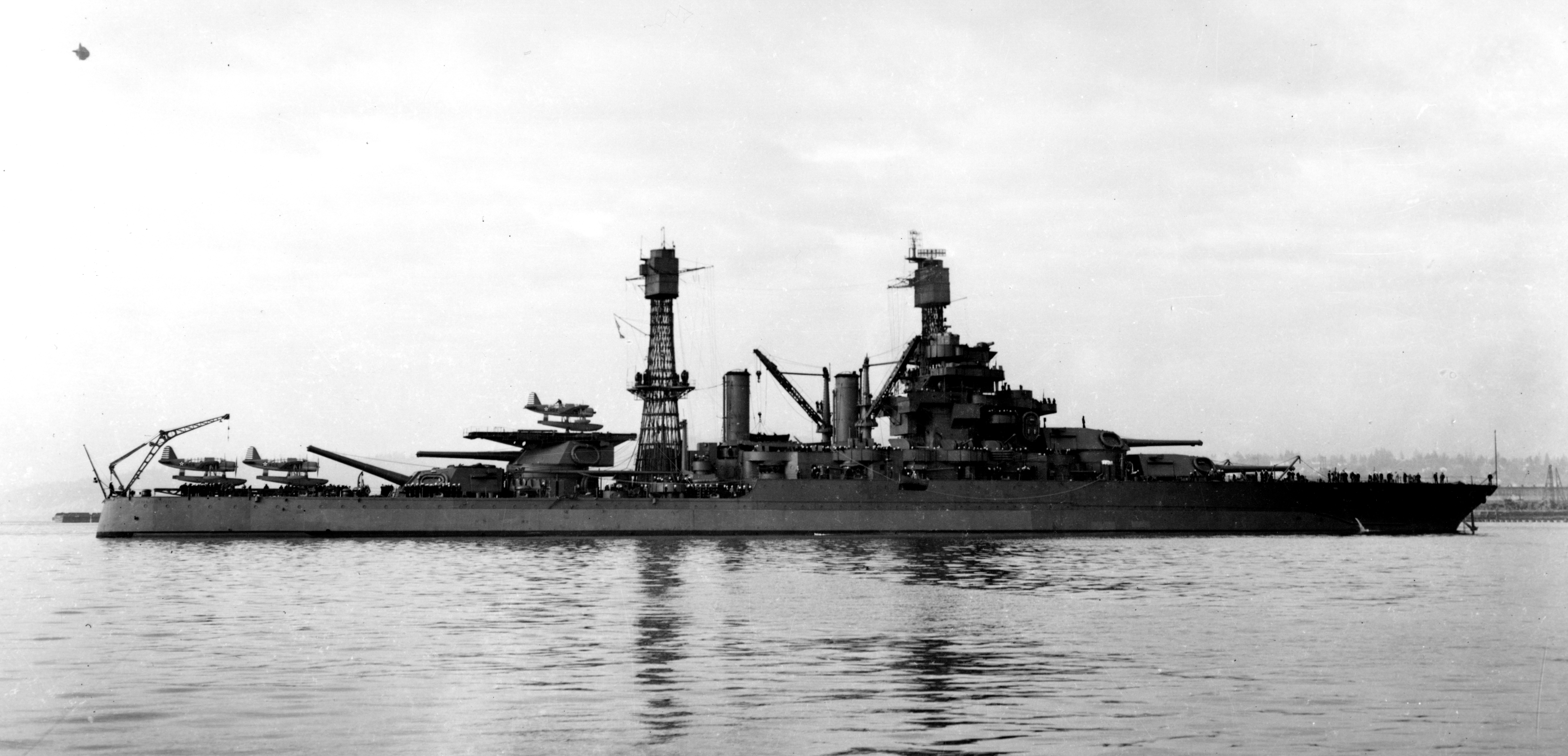
O Colorado saindo de Puget Sound em 9 de fevereiro de 1942

A Segunda Guerra Mundial começou em 1939 e a Marinha dos Estados Unidos começou a aplicar em seus navios as lições aprendidas pelos britânicos. Foi proposto entre 1940 e 1941 grandes mudanças no armamento secundário com o objetivo de melhorar suas defesas contra ataques aéreos. Isto incluía a remoção dos canhões calibre 25 e 51 de 127 milímetros em favor do canhão de duplo-propósito calibre 38 de 127 milímetros, a adição de seis montagens quádruplas de 28 milímetros e remoção de partes da superestrutura a fim abrir arcos de disparo para essas novas armas antiaéreas. O Conselho Geral determinou que uma bateria secundária ideal teria dezesseis canhões calibre 38 de 127 milímetros em montagens duplas, dezesseis canhões Bofors em montagens quádruplas e oito canhões Oerlikon em montagens únicas, porém era incerto se as embarcações poderiam aguentar o peso extra e demoraria muito tempo em docas secas para que essas modificações fossem realizadas. O Conselho Geral sugeriu como medida temporária a instalação de quatro montagens quádruplas de 28 milímetros, mas esta arma não estava sendo produzida em massa rápido o bastante, assim outra solução temporária foi implementada na forma de canhões calibre 50 de 76 milímetros para quase todos os couraçados norte-americanos até junho de 1941.
Essas modificações adicionaram muito peso em navios que já estavam com sobrepeso, forçando a instalação das protuberâncias para que uma borda livre decente pudesse ser mantida. Isto custaria 750 mil dólares e aproximadamente três a quatro meses em uma doca seca. O Conselho Geral também sugeriu o fortalecimento da blindagem do convés e adição dos canhões de duplo-propósito, mas o almirante Harold R. Stark, o Chefe de Operações Navais, decretou que quaisquer grandes mudanças teriam que esperar devido à guerra. Entretanto, a adição de protuberâncias foi aprovada para a Classe Colorado e Classe Tennessee, com cada embarcação passando três meses no Estaleiro Naval de Puget Sound. O Maryland seria o primeiro entre 17 de fevereiro e 20 de maio de 1941, seguido pelo West Virginia de 10 de maio a 8 de agosto e o Colorado de 28 de julho a 28 de outubro, seguidos pelos membros da Classe Tennessee. Porém, o tempo para a instalação das protuberâncias foi subestimado, com o estaleiro acreditando que os trabalhos no Maryland demorariam quatro meses caso recebessem prioridade igual à reforma do porta-aviões USS Saratoga e maior que novas construções.

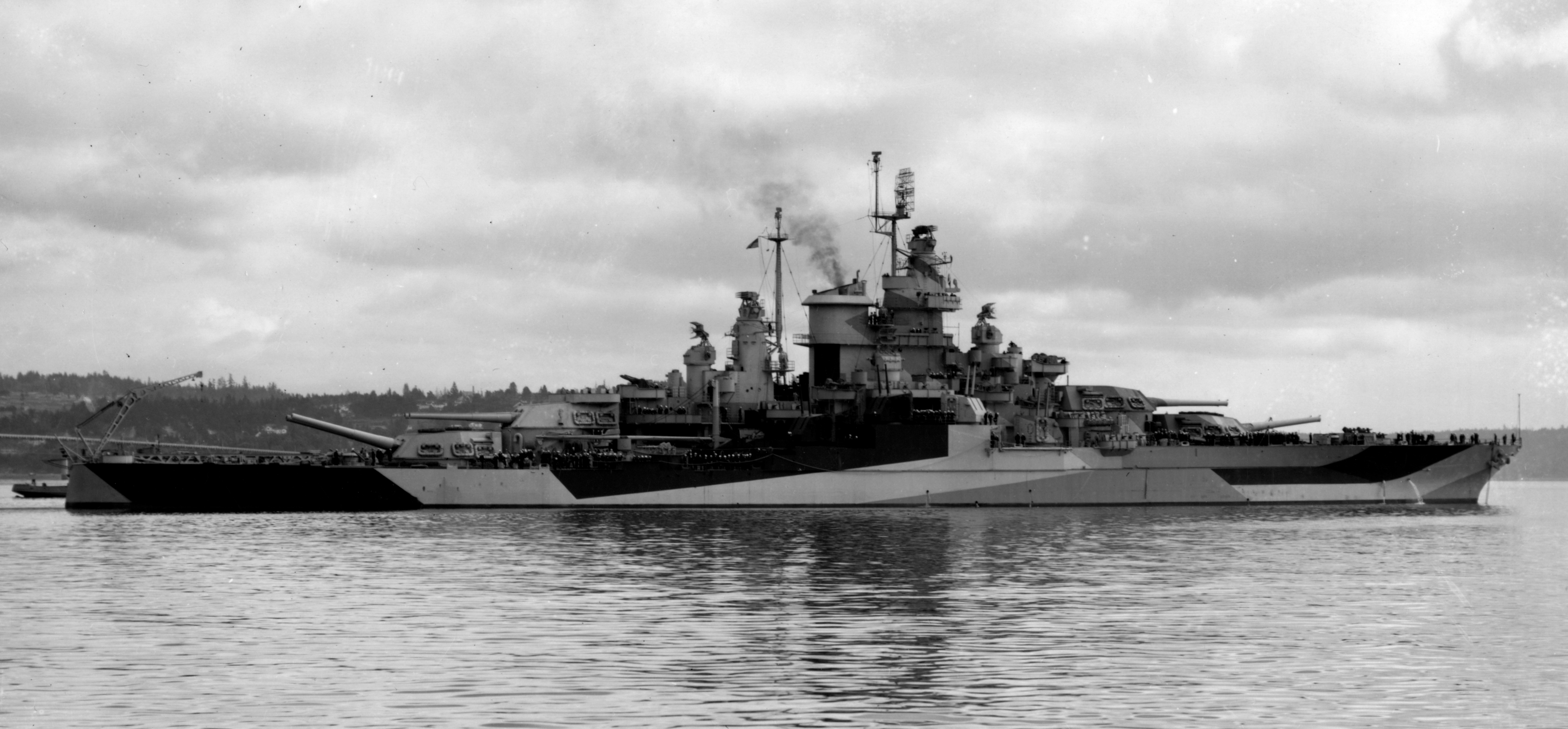
O West Virginia em Puget Sound em julho de 1944 após sua reconstrução

Apenas o Maryland e o Colorado receberam suas protuberâncias, com seus trabalhos tendo sido finalizados em 1º de agosto de 1941 e 26 de fevereiro de 1942, respectivamente. O Ataque a Pearl Harbor em 7 de dezembro de 1941 impediu as reformas planejadas para o West Virginia. O ataque danificou o Maryland apenas levemente, enquanto o Colorado não estava no local, porém o West Virginia foi seriamente danificado a ponto de precisar de uma grande reforma, no mínimo. Pela extensão dos danos, foi decidido reconstruir a embarcação. Além da adição das protuberâncias, sua superestrutura foi completamente revisada, com a antiga e pesada torre de comando blindada sendo removida e substituída por uma torre menor que tinha o objetivo de reduzir a interferência nos arcos de fogo dos canhões antiaéreos. A nova torre tinha sido removida de um dos cruzadores rápidos da Classe Brooklyn que tinha sido recentemente reconstruído. O mastro dianteiro foi substituído por um mastro de torre que abrigava a ponte de comando e o diretório da bateria principal, com a segunda chaminé sendo removida e a exaustão de suas caldeiras sendo desviada para a chaminé dianteira alargada. Os armamentos também foram amplamente revisados. Recebeu um radar de varredura aérea e radares de controle de disparo para suas baterias principal e secundária, com esta tendo sido substituída em favor de uma bateria uniforme de dezesseis canhões calibre 38 de 127 milímetros em oito torres duplas.
Poucas modificações ocorreram no Colorado e Maryland durante os primeiros meses do envolvimento dos Estados Unidos na guerra, pois todos os couraçados na Frota do Pacífico tinham ordem de sempre estarem prontos para zarparem em 48 horas em caso de uma tentativa japonesa de invadir o Havaí ou a Costa Oeste, assim não poderiam ser liberados para ficarem muito tempo em estaleiros. O resto da reforma do Colorado foi acelerada com a adição de itens essenciais como radares, proteção contra estilhaços, catorze Oerlikons e dezesseis canhões de 28 milímetros. O Maryland recebeu alterações semelhantes posteriormente, com a única diferença sendo dezesseis Oerlikons e nenhuma arma de 28 milímetros. Mastros em torre tinham sido construídos para os dois e a maior parte dos mastros de treliça tinham sido cortados por suas tripulações até o começo de 1942, porém não era possível liberá-los por tempo suficiente para instalar os mastros. Estes foram armazenados e colocados apenas no início de 1944.

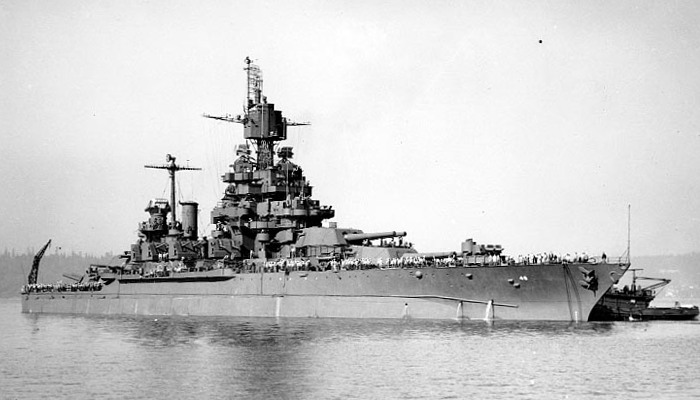
O Maryland em agosto de 1945

O Colorado e o Maryland eram necessários na zona de guerra e assim só foram passar por grandes reformas em 1944, porém pequenas modificações e remoções, principalmente no armamento antiaéreo, foram realizadas nesse meio tempo. Suas baterias antiaéreas foram alteradas constantemente no decorrer do conflito. A partir de 1942 eles eram equipados com oito canhões calibre 25 de 127 milímetros, dezesseis canhões de 28 milímetros, oito metralhadoras Browning e um número variado de Oerlikons. O Colorado tinha catorze Oerlikons em junho de 1942, mas esse número cresceu para 22 apenas cinco meses depois, com 36 sendo aprovados para algum momento no futuro. Tanto o Colorado quando o Maryland receberam mais oito canhões de 28 milímetros até fevereiro de 1943, estando com um total de 48 Oerlikons. Um mês depois receberam dez metralhadoras a mais. Dois dos canhões calibre 52 de 127 milímetros, todas as armas de 28 milímetros e alguns Oerlikons foram removidos em fevereiro de 1943, sendo substituídos por 32 Bofors.
Os dois finalmente passaram por grandes reformas em 1944. Seus mastros de treliça de ré foram removidos em favor de mastros de torre, as duas montagens duplas de Bofors foram substituídas por montagens quádruplas, mais Oerlikons foram adicionados e novos radares instalados. Reformas mais amplas foram propostas, incluindo a adição de canhões calibre 38 de 127 milímetros, sistemas de controle de disparo mais avançados e uma segunda camada de placas protegendo o convés, porém o Escritório de Navios demonstrou tudo que precisaria ser removido como compensação do peso adicionado com essas modificações, propondo que uma reconstrução menor, como a da Classe New Mexico, seria mais desejável. Nada foi feito até o Maryland ser atingido por um kamikaze. Ele recebu oito canhões calibre 38 de 127 milímetros, mas nada mais. Sua torre de comando foi substituída por uma estrutura de aço de tratamento especial a fim de equilibrar o peso das novas armas.

## Navios
| Navio         | Construtor                | Homônimo           | Batimento           | Lançamento             | Comissionamento       | Destino              |
| ------------- | ------------------------- | ------------------ | ------------------- | ---------------------- | --------------------- | -------------------- |
| Colorado      | New York Shipbuilding     | Colorado           | 22 de maio de 1919  | 22 de março de 1921    | 30 de agosto de 1923  | Desmontados          |
| Maryland      | Newport News Shipbuilding | Maryland           | 24 de abril de 1917 | 20 de março de 1920    | 3 de abril de 1947    | Desmontados          |
| Washington    | New York Shipbuilding     | Washington         | 30 de junho de 1919 | 1 de setembro de 1921  | —                     | Cancelado e afundado |
| West Virginia | Newport News Shipbuilding | Virgínia Ocidental | 12 de abril de 1920 | 17 de novembro de 1921 | 1 de dezembro de 1923 | Desmontado           |

## História

### Colorado

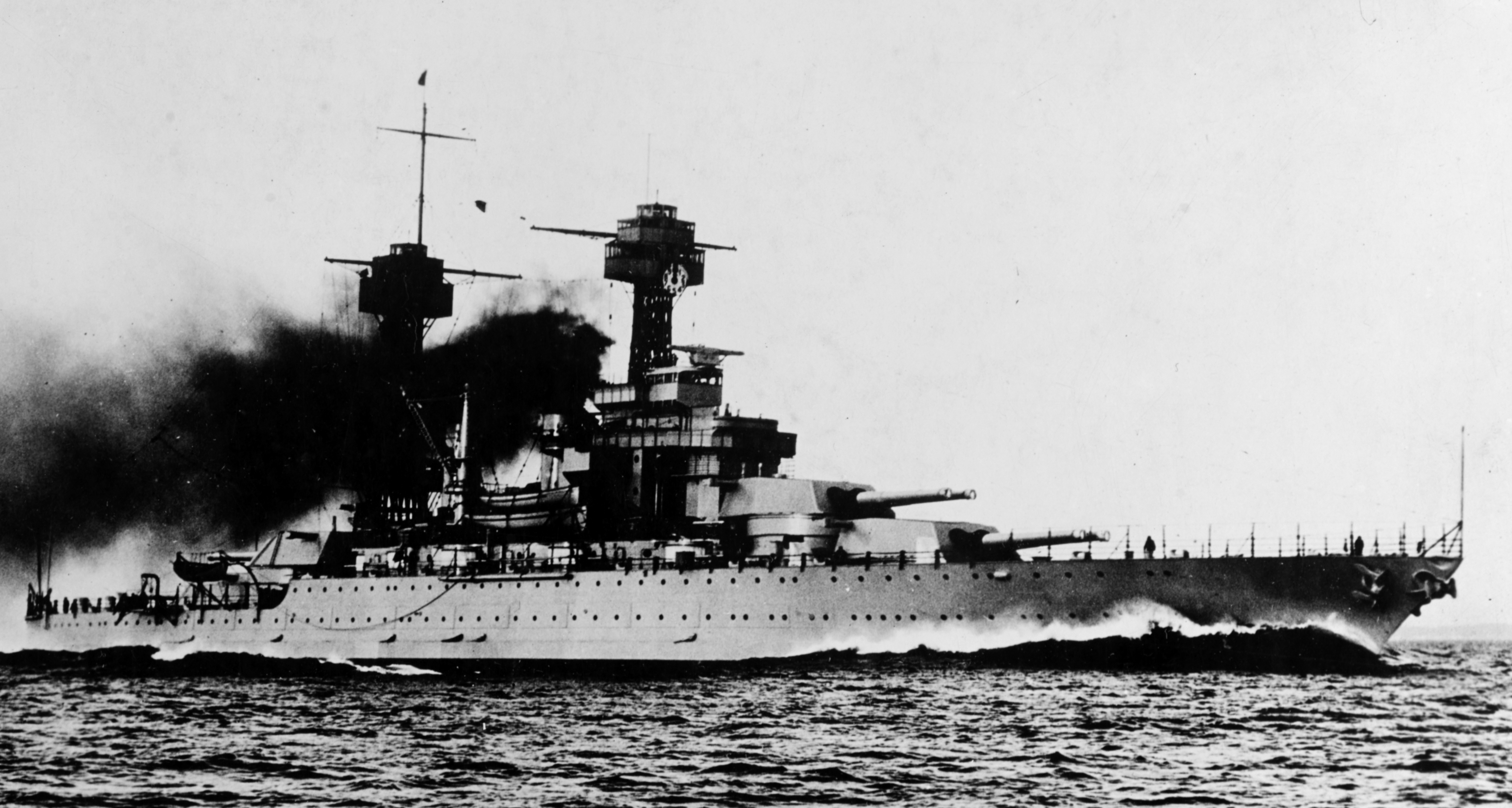
O Colorado em 1923

O Colorado se envolveu em vários exercícios com o resto da frota durante suas primeiras décadas de serviço, chegando a ajudar os habitantes de Long Beach, na Califórnia, depois de um terremoto em 1933. Quatro anos depois foi um dos vários navios empregados na busca da aviadora Amelia Earhart depois de sua aeronave ter desaparecido no Oceano Pacífico. Ficou realizando treinamentos na Costa Oeste depois do Ataque a Pearl Harbor e então foi para Havaí em abril de 1942. De novembro de 1942 a setembro de 1943 ficou patrulhando o Sudoeste do Pacífico. Em seguida passou a participar de operações de bombardeio litorâneo e suporte de artilharia durante as Campanhas das Ilhas Gilbert e Marshall, Ilhas Mariana e Palau, Filipinas e Ilhas Vulcano e Ryūkyū, incluindo nas Batalhas de Tarawa, Saipan, Tinian e Okinawa. Depois do fim da Segunda Guerra Mundial foi usado na repatriação de soldados norte-americanos até ser descomissionado em 1947. Permaneceu inativo na reserva até ser vendido para desmontagem em 1959.

### Maryland

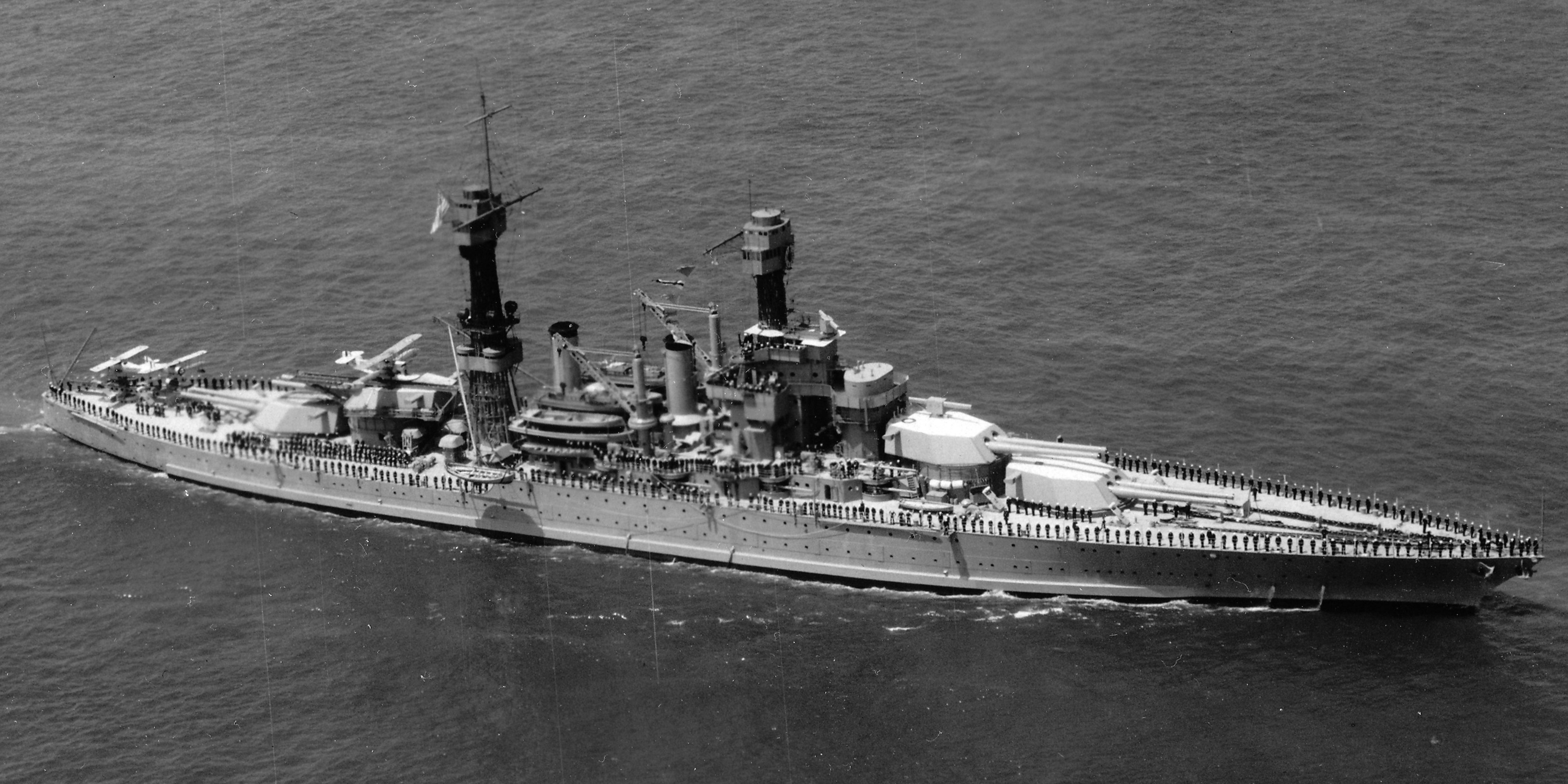
O Maryland em 1927

O Maryland passou as décadas de 1920 e 1930 atuando junto com a frota em vários exercícios e treinamentos de rotina, também tendo realizado algumas viagens diplomáticas internacionais, incluindo para o Brasil em 1922, Austrália e Nova Zelândia em 1925 e vários países da América do Sul em 1928. Ele estava em Pearl Harbor quando a base foi atacada pelo Japão em 7 de dezembro de 1941, sendo atingido por duas bombas lançadas por aeronaves, porém ele não foi seriamente danificado. Passou por reparos e modernizações, sendo então empregado em patrulhas no Oceano Pacífico até o final de 1943. Pelo restante do conflito o Maryland atuou em ações de bombardeio litorâneo nas Campanhas das Ilhas Gilbert e Marshall, Ilhas Mariana e Palau, Filipinas e Ilhas Vulcano e Ryūkyū, incluindo nas Batalhas de Tarawa, Kwajalein, Saipan, Peleliu, Golfo de Leyte e Okinawa. Depois do fim da guerra repatriou soldados e foi descomissionado em 1947, permanecendo inativo na reserva até ser descartado em 1959.

### Washington

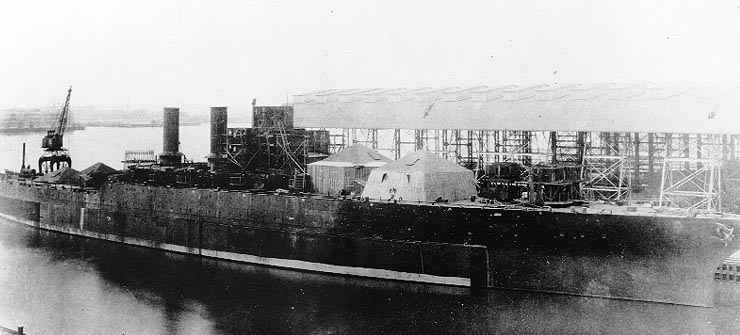
O incompleto Washington em 1922

A construção do Washington foi paralisada em 8 de fevereiro de 1922, dois dias depois da assinatura do Tratado Naval de Washington, quando estava aproximadamente 75,9 por cento completo. Foi rebocado até próximo dos Cabos da Virgínia em novembro de 1924 a fim de ser usado como alvo de tiro. No primeiro dia de testes foi atingido por dois torpedos com ogivas de 180 quilogramas, depois sofrendo de três quase acertos com bombas de 910 quilogramas que causaram apenas danos leves e um adernamento de três graus. Mais tarde no mesmo dia 180 quilogramas de explosivos foram detonadas a bordo. Dois dias depois foi atingido por catorze projéteis de 356 milímetros lançados de aeronaves a uma altura de 1,2 quilômetros, mas apenas um penetrou o convés. O Washington foi finalmente afundado em 26 de novembro pelos couraçados USS New York e USS Texas com seus projéteis de 356 milímetros.

### West Virginia

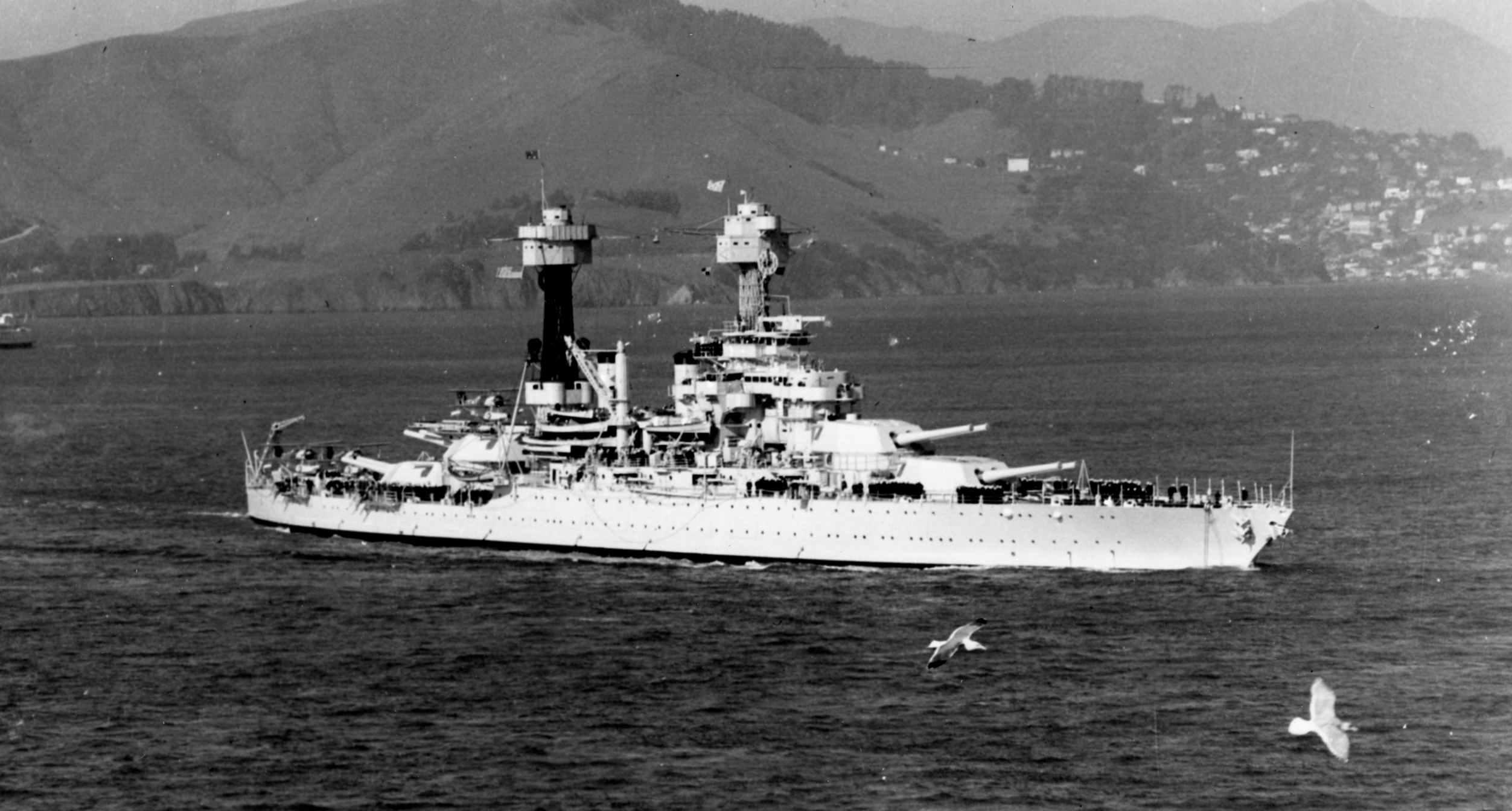
O West Virginia em 1934

O West Virginia passou as décadas de 1920 e 1930 envolvido em exercícios e treinamentos de rotina, com sua tripulação sendo premiada em mais de uma ocasião por proficiência em artilharia. O couraçado estava em Pearl Harbor na manhã de 7 de dezembro de 1941 quando a base foi atacada por aeronaves japonesas, sendo bombardeado e torpedeado várias vezes, porém afundou de forma nivelada devido aos grandes esforços de contra-inundação por parte de sua tripulação. Foi reflutuado em maio de 1942 e consertado o suficiente para ir até o Estaleiro Naval de Puget Sound, onde passou por uma enorme reconstrução e modernização. Voltou à ativa em julho de 1944 e foi atuar em deveres de bombardeio litorâneo nas Campanhas das Filipinas e Ilhas Vulcano e Ryūkyū, participando das Batalhas do Golfo de Leyte, Leyte, Golfo de Lingayen, Iwo Jima e Okinawa. Ao final da guerra se envolveu na repatriação dos soldados norte-americanos e foi descomissionado em 1947, permanecendo inativo na reserva até ser descartado em 1959.